# Santana (apellido)

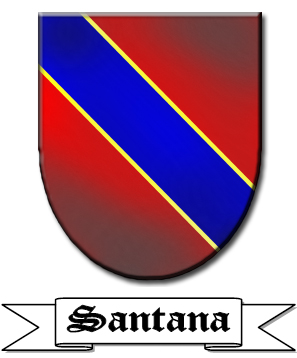
Escudo Santana

El apellido Santana procede de Galicia y de la reconquista de Castilla, de raza Indoaria Sueva, posiblemente descendiente de sus Reyes Suevos enlazó con las familias de Sarmiento, Marqueses de Camarasa; con las de Ribadavia; con los Condes de Lemos y Condes de Altamira, siendo uno de los más principales linajes de España. Don Juan de Santana y Tapia, caballero muy conocido, fue Aposentador de Camino del rey Felipe IV de España «el Grande». También aparece este apellido en Portugal e Italia. El apellido se repartió por otras tierras de la península ibérica y también por diversos países de América Latina. Los apellidos Santana y Santa Ana son equivalentes con igual origen y significado.
En la época de las conquistas se nombraba a los caballeros de la orden de Santana con el apellido de esta Santa Madre de la Virgen María y llevaban toda su vida este apellido cristiano.
Así mismo también se les ponía apellido de Santos: Santa Ana, Santa María, San Juan, San Martín, San Vicente, San Pedro a los niños expósitos (en Canarias).
Este apellido es muy común en España y América, tanto por la costumbre de apadrinar con el nombre familiar a los esclavos que trabajaban en las residencias de las familias Santana como por la emigración proveniente de las Islas Canarias durante la guerra civil española, principalmente de la isla de Gran Canaria. Pues el apellido Santana se debe a que en Gran Canaria normalmente los niños huérfanos provenientes de la Casa de Expósitos o del Hospicio de Las Palmas de Gran Canaria (o Casa Cuna) estaban bajo la advocación de Santa Ana, lo que lo convierte en un apellido muy frecuente en Gran Canaria. 
Existen topónimos del apellido relacionados con pueblos y villas tanto de España como de diversos países de América Latina. Los topónimos más importantes están en Estados Unidos, El Salvador, España, México y Perú. 
Durante las luchas por las conquistas, las tierras que eran ocupadas por los valerosos caballeros Santana les eran otorgadas estableciendo así el linaje familiar en dichos lugares. Posteriormente, miembros de la familia Santana se trasladaron a otras zonas de la península ibérica, principalmente a Castilla, y también a las Islas Canarias. Tuvieron casa solar en tierras de Limia (Orense) y fueron patronos del colegio orensano de la Compañía. En el municipio de Sandianes, encontramos uno, al igual que en Asturias, en el concejo de San Martín del Rey Aurelio. En América Latina (Perú y México) desde los primeros años de la conquista.
A continuación se detallan los siguientes títulos que fueron creados por monarcas de las diferentes dinastías españolas. Se hallan relacionados en el "Diccionario de merceres nobiliarias españolas ocupadas y vacantes":
- El título de conde de Santana fue concedido por Carlos IV el 20 de septiembre de 1805 a José María de Moro y Pantoja, Caballero Veinticuatro de Granada.
- El título de marqués de Santana fue concedido por la reina regente María Cristina de Habsburgo-Lorena conocida también como María Cristina de Austria, en nombre de Alfonso XIII de España a Manuel María de Santana y Rodríguez-Camaleño.
- El título de Marqués de las Carreras fue concedido por la reina Isabel II de España el 28 de marzo de 1862 al general Pedro Santana primer presidente constitucional de la República Dominicana, en reconocimiento por su victoria contra el ejército haitiano comandado por el emperador Faustino I (Soulouque) en la batalla homónima librada en 1849.

## El Emblema
Las armas principales del apellido son:
- En campo de gules, una banda de azur, perfilada de oro.
- En campo de gules, una bolsa de oro.